# 宇都宮仙太郎
宇都宮 仙太郎（うつのみや せんたろう、1866年5月28日（慶応2年4月14日） - 1940年（昭和15年）3月1日）は、日本の実業家、酪農家。北海道で初めて民間によるバターの製造を行ったほか、日本最初の酪農組合「札幌牛乳搾乳業組合」を組織し、雪印乳業（現：雪印メグミルク）の土台を築いた。これらの業績から「北海道酪農の父」と称されている。

## 経歴・業績
豊後の下毛郡大幡村（現在の大分県中津市）の養蚕家であった武原文平、母ヤスの二男として生まれる。生家に伝わる家系図によれば、当初は仙二郎と命名されたが、戸籍簿に誤って「仙太郎」と記入されてしまい、これが本名となった。後に母方の親戚・宇都宮武平の養嗣子となる。
少年時代は、村に小学校が無かったため、同郷の先輩である賀來素吉に論語や十八史略を学んだほか、賀來が熱心なキリスト教徒であったためその影響を受けた。また、同郷であった福沢諭吉の著書を耽読した。1877年（明治10年）に初めて村に小学校ができたためそこで1年間学び、中学校へ進学した。
1882年（明治15年）に政治家を志して上京し、共立学校に入学するも、政治家志望の生徒が数千人といることが分かると夢を諦めた。その後畜産業に興味を持ち、福沢諭吉の推薦によって1885年（明治18年）、エドウィン・ダンが開設した札幌の真駒内牧牛場（場長は町村金弥）の牧童となった。
1887年（明治20年）4月に渡米し、アメリカ合衆国ワシントン州のデビス牧場で働き、ここで初めてホルスタインを見る。その後イリノイ州のガラー牧場へ移り、バターやチーズの製造技術を習得した。その頃は酪農雑誌『ホーズデアリーマン』を愛読していたという。その後、さらに最先端の酪農を学ぶためウィスコンシン州立大学の牧夫兼学生となった。
1890年（明治23年）に帰国し、町村金弥の招きで、蜂須賀茂韶が所有する雨竜の蜂須賀農場に勤務した。華族組合雨龍農場の建設事業に参加するが、計画は中止になる。
1891年（明治24年）に札幌の北1条西16丁目に宇都宮牧場を開設し、他の乳牛業者と札幌牛乳搾取業組合を設立して、飼料の共同購入を開始する。後に東京に移住して麹町に牛乳搾取業「回陽舎」を開業した。
1897年（明治30年）にホルスタイン20頭余りを輸入し、同地で牛乳販売とバターの製造を始めた。
1902年（明治35年）に白石村上白石（現在の白石区菊水）に土地を取得し、サイロやアメリカ式牛舎を備えた牧場を建設、日本における本格的な酪農経営の先駆となった。このとき阿部宇之八に紹介され、のちに雪印乳業の創業者の一人となる黒澤酉蔵が牧夫見習いとして勤務した。

宇都宮は、牛飼いには三つの徳（得）がある、すなわち「役人に頭を下げなくてもよい」、「動物が相手だから嘘をつかなくてもよい」、「牛乳は日本人の体位を向上させ健康にする」とする牛飼三徳を唱えた。黒澤酉蔵はこれを聞いて感銘を受けたという。
1906年（明治39年）に再び渡米し、50余頭のホルスタインを買い付けて帰国した。
1925年（大正14年）5月17日にデンマーク式の協同組合を手本として、のちの雪印乳業（現：雪印メグミルク）へと繋がる北海道製酪販売組合を設立した。
札幌組合基督教会（現・日本基督教団北光教会）で洗礼を受けたクリスチャンであった。娘婿に酪農学園大学教授を務めた出納陽一がいる。

## 「宇都宮賞」の創設
1968年（昭和43年）には、彼にちなんで北海道の優れた酪農家へ贈る賞「宇都宮賞」が創設され、現在まで続いている。